# Caernarfon (hrad)
Hrad Caernarfon (velšsky Castell Caernarfon, anglicky Carnarvon Castle) je středověký hrad ve stejnojmenném městě v Gwyneddu v severozápadním Walesu ve Spojeném království. 

## Historie
Původní stavba hradu s šestibokými věžemi, pocházející z 11. století, byla od roku 1283 přestavována anglickým králem Eduardem I. a hrad měl být správním střediskem severního Walesu a také královským sídlem. Roku 1284 se zde narodil princ Eduard II.

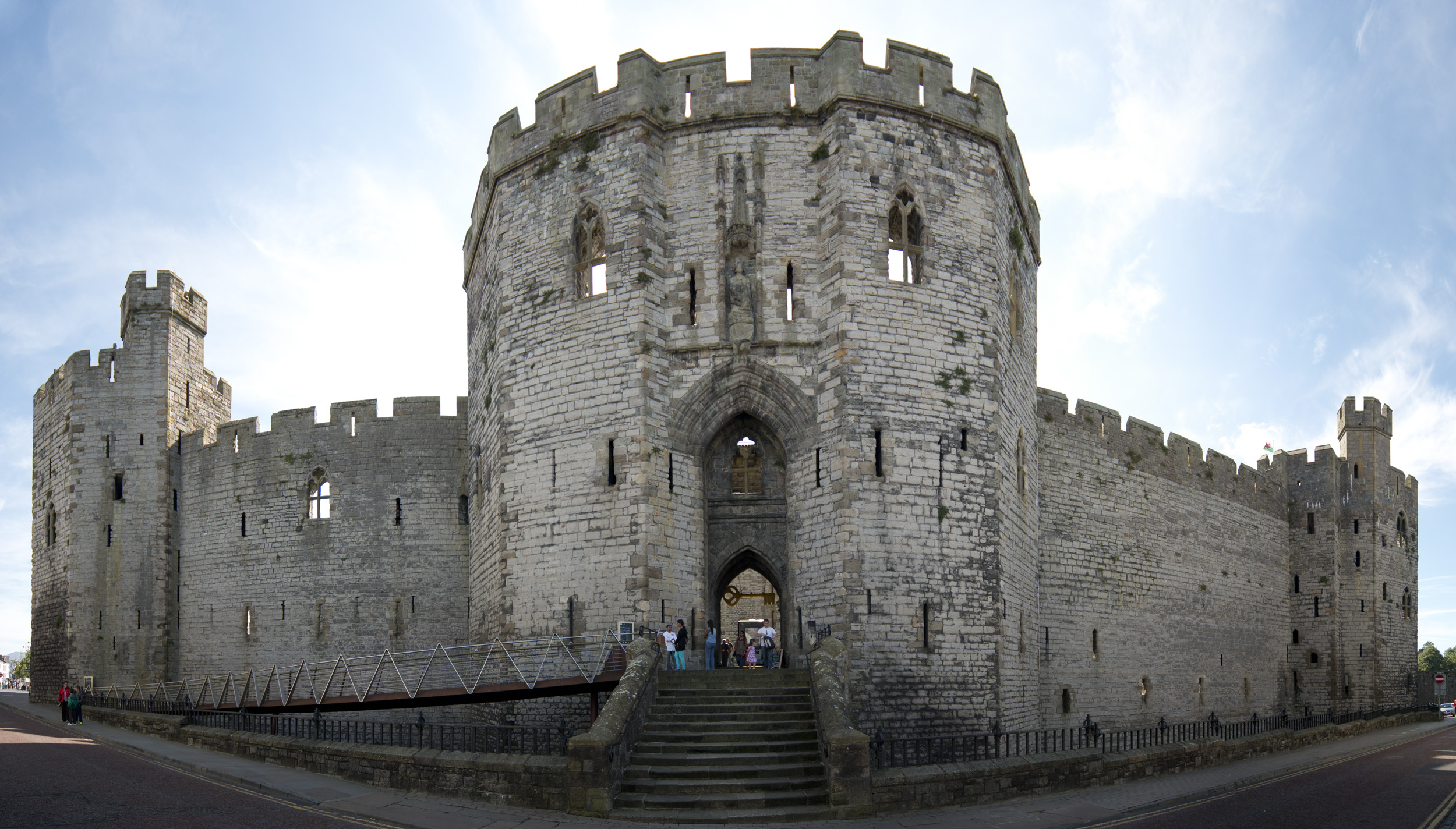
Hlavní vstupní brána, tzv. královská

Inspirací pro stavitele se staly konstantinopolské hradby. Koncem 15. století význam hradu počal ustupovat, což se projevilo na jeho stavu. I přes jistou zchátralost se za občanské války v 17. století stal sídlem monarchistů a byl několikrát obléhán. Konec úpadku nastal v 19. století, kdy došlo k rekonstrukci. V současné době je místem, kde dochází k ceremoniálnímu udělování titulu prince z Walesu.